# SW Весов
SW Весов (лат. SW Librae) — одиночная переменная звезда в созвездии Весов на расстоянии (вычисленном из значения параллакса) приблизительно 2053 световых лет (около 630 парсеков) от Солнца. Видимая звёздная величина звезды — от +17,6m до +12,3m.

## Характеристики
SW Весов — красная пульсирующая переменная звезда, мирида (M) спектрального класса M7.